# Willibald Riedler
Willibald Riedler, auch Willi Riedler, (* 1. September 1932 in Wien; † 24. Jänner 2018 in Graz) war ein österreichischer Nachrichtentechniker und Weltraumwissenschaftler. Er war von 1975 bis 1977 Rektor der Technischen Universität Graz und von 1984 bis 2001 Direktor des Instituts für Weltraumforschung der Österreichischen Akademie der Wissenschaften in Graz.

## Leben
Willibald Riedler besuchte die Volksschule Zieglergasse in Wien-Neubau und anschließend die Oberschule bzw. Realschule Wien 7 in der Neustiftgasse (Schottenfelder Realschule). Sein Onkel war der Musiker Willi Boskovsky. Während des Zweiten Weltkrieges besuchte Willibald Riedler vorübergehend auch die Schule in Zwettl. Nach der Matura 1950 studierte er an der Technischen Hochschule Wien Nachrichtentechnik (damals noch Schwachstromtechnik), das Studium schloss er 1956 als Diplomingenieur ab. Anschließend war er bis 1962 an der TH Wien am Institut für Hochfrequenztechnik als Assistent tätig. 1961 promovierte er zum Dr. techn., an der Universität Wien studierte er Meteorologie und Geophysik und promovierte 1966 zum Dr. phil. Zu seinen Lehrern zählten Rudolf Inzinger (Mathematik), Ferdinand Steinhauser (Meteorologie), Berta Karlik (Kernphysik) und Hubert Rohracher (Philosophicum). Von 1962 bis 1969 war er am Geophysikalischen Observatorium der Königlich Schwedischen Akademie der Wissenschaften in Kiruna tätig, wo er unter anderem Konsulent der European Space Research Organisation (ESRO) war.
1968 wurde er als ordentlicher Professor an das neu gegründete Institut für Nachrichtentechnik und Wellenausbreitung an der Technischen Hochschule Graz berufen, wo er bis zu seiner Emeritierung im Jahr 2000 blieb. Von 1973 bis 1975 fungierte er an der TH Graz als Dekan der Fakultät für Maschinenwesen und Elektrotechnik. Von 1975 bis 1977 war er gewählter Rektor der Technischen Universität Graz und Mitglied des Präsidialausschusses der Österreichischen Rektorenkonferenz. Von 1978 bis 2002 war er außerdem Leiter des Instituts für Angewandte Systemtechnik der Forschungsgesellschaft Joanneum.
1970 wurde in der Gesamtsitzung der Österreichischen Akademie der Wissenschaften die Gründung des Instituts für Weltraumforschung beschlossen. 1974/75 wurde Otto Burkard geschäftsführender Direktor, Willibald Riedler wurde zunächst stellvertretender Direktor, 1984 wurde er zum geschäftsführenden Direktor bestellt. 2001 wurde Wolfgang Baumjohann als Nachfolger von Willibald Riedler Abteilungsleiter, Hans Sünkel wurde zum geschäftsführenden Direktor bestellt.
Willibald Riedler veröffentlichte rund 130 wissenschaftliche Arbeiten auf den Gebieten Nachrichtentechnik, Magnetosphären- und Ionosphärenphysik sowie der Physik des interplanetaren Raumes. Unter seiner Leitung wurden Messgeräte entwickelt, die an Bord von internationalen Höhenforschungs- und Stratosphärenballons sowie auf Sonden im interplanetaren Raum verwendet wurden. 1984 organisierte er in Graz den Kongress des Committee on Space Research (COSPAR) mit rund 1300 Teilnehmern. Außerdem war er am Aufbau der Satellitenstation Graz-Lustbühel beteiligt. 1991 hatte er die wissenschaftliche Leitung des sowjetisch-österreichischen Weltraumprojektes Austromir 91 mit Franz Viehböck als erstem Österreicher im Weltraum inne. Gemeinsam mit der Hochschule für Musik und darstellende Kunst Graz führte er das Toningenieur-Studium neu ein.
Willibald Riedler starb im Jänner 2018 im Alter von 85 Jahren. Er wurde am Friedhof Graz-St. Peter bestattet.
Sein Sohn ist der Jurist und Rektor der Universität Graz Peter Riedler.

## Auszeichnungen (Auswahl)
- 1981: Komturkreuz des Ordens des Löwen von Finnland[2]
- 1982: Österreichisches Ehrenkreuz für Wissenschaft und Kunst I. Klasse
- 1986: Orden der Völkerfreundschaft
- 1987: Ehrenring der Stadt Graz[5][10]
- 1991: Erwin Schrödinger-Preis gemeinsam mit Siegfried J. Bauer
- 1992: Wilhelm-Exner-Medaille
- 2005: Kardinal-Innitzer-Preis (Großer Preis)
- 2008: Ehrenring des Landes Steiermark[5]
- 2017: Ehrenzeichen des Landes Steiermark für Wissenschaft, Forschung und Kunst[11]
- Juri-Gagarin-Medaille